# Paul Robert Ignatius

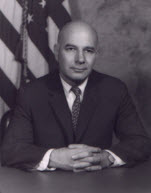
Paul Robert Ignatius (1964)

Paul Robert Ignatius (* 11. November 1920 in Glendale, Kalifornien) ist ein ehemaliger US-amerikanischer Unternehmer und Wirtschaftsmanager. Er war unter anderem Marinestaatssekretär (Secretary of the Navy).

## Biografie
Der aus einer armenischen Einwandererfamilie stammende Ignatius studierte zunächst an der University of Southern California, erwarb dort einen Bachelor of Arts (B.A.) und wurde dort auch Mitglied der Verbindung Phi Beta Kappa. Während des Zweiten Weltkrieges leistete er seinen Militärdienst in der US Navy und wurde zuletzt zum Lieutenant befördert. Nach Beendigung des Krieges absolvierte er ein postgraduales Studium der Betriebswirtschaftslehre an der Business School der Harvard University und schloss dieses mit einem Master of Business Administration (M.B.A.) ab. Später war er als Unternehmer tätig und gründete die Hardbridge House, Inc., eine in Boston ansässige Wirtschaftsberatungs- und Forschungsfirma.
1961 wurde er zunächst Assistent des Heeresstaatssekretärs (Assistant Secretary of the Army) für Installationen und Logistik. Im Februar 1964 wurde er als Nachfolger von Stephen Ailes stellvertretender Heeresstaatssekretär (Under Secretary of the Army) und bekleidete dieses Amt knapp zehn Monate bis zu seiner Ablösung durch Stanley Rogers Resor im Dezember 1964. Danach war er Assistent des Verteidigungsministers (Assistant Secretary of Defense) für Installationen und Logistik. Am 1. September 1967 erfolgte seine Ernennung zum Secretary of the Navy durch US-Präsident Lyndon B. Johnson. Diese Position hatte er bis zum Ende der Amtszeit Johnsons am 24. Januar 1969 inne.
Danach war er Vorsitzender des Aufsichtsrates des Logistic Management Institute sowie Vorsitzender, Präsident und CEO der Air Transport Association. Später war er Präsident der Tageszeitung Washington Post sowie Exekutiv-Vizepräsident der The Washington Post Company. Später war er auch Treuhänder der George C. Marshall Foundation. 2006 veröffentlichte er seine Autobiografie unter dem Titel On Board: My Life in the Navy, Government, Business.
Sein Sohn David Ignatius ist Journalist und Kolumnist bei der Washington Post.
Am 27. Juli 2019 stellte die US-amerikanische Marine den nach ihm benannten Zerstörer der Arleigh-Burke-Klasse, die USS Paul Ignatius, in Dienst.